# Варжеленко Григорій Тихонович
Григорій Тихонович Варжеленко (8 березня 1950, Нікополь, Українська РСР — 16 лютого 2024) — радянський футболіст, нападник. По завершенні кар'єри — тренер, очолює ФК «Нікополь».

## Клубна кар'єра
Вихованець нікопольського «Трубника», перший тренер — Євген Холодковський. Футбольну кар'єру розпочав 1967 року в нікопольському «Трубнику». Потім прийняв запрошення від Віктора Маслова перейти в київське «Динамо», але грав лише за дублюючий склад. Виконував функції каппітана в юнацькій збірній СРСР. Потім захищав кольори хмельницького «Динамо», ставропольського «Динамо» та нікопольського «Трубника». Через численні травми змушений був достроково завершити футбольну кар'єру у 24 роки.

## Кар'єра тренера
По завершенні кар'єри гравця розпочав тренерську діяльність. Спочатку працював у спортивній школі «Колос» (Нікополь). У 1995—1999 роках очолював нікопольський «Металург». Потім тренував російський «Старт» (Єйськ). На початку 2000 року призначений головним тренером житомирського «Полісся», яким керував до травня 2000 року. Потім працював у тренерських штабах кіровоградської «Зірки» та алчевської «Сталі». У липні 2004 року знову очолив нікопольський клуб, який змінив назву на «Електрометалург-НЗФ». По завершенні сезону 2004/05 років команду розформували. Серед його вихованців багато відомих футболістів, у тому числі й Павло Яковенко, Микола Кудрицький, Сергій Художилов та Дмитро Топчієв. У 2010 році тренував аматорський колектив «Нікополь-Дніпряни». З 20 липня 2016 року і до літа 2020 року був головним тренером «Нікополя», а потім ще рік був керівником команди.
2021 року увійшов до тренрського штабу клубу «Скорук».
Варжеленко помер 16 лютого 2024 року у віці 73 років.

## Досягнення

### Як тренера
«Металург» (Нікополь)
- Перша ліга чемпіонату України
  -  Бронзовий призер (1): 1997

### Відзнаки
- Заслужений тренер України